# Predicción del abandono
En mercados altamente competitivos, el modus operandi de la gran mayoría de consumidores consiste en moverse de forma regular entre dos o más marcas o proveedores de productos y/o servicios, hasta que encuentran aquel que mejor se adapta a sus gustos y necesidades. Esta práctica desemboca en el fenómeno denominado “abandono” o “pérdida de clientes”, que afrontan a diario miles de compañías, independientemente del sector en el que operan. Y pese a que, motivadas por factores externos a las organizaciones (coyuntura de crisis, competencia recrudecida), e internos de las mismas (presupuestos ajustados, objetivos de ventas ambiciosos), las empresas invierten grandes sumas en la prospección y adquisición de nuevos clientes, resulta entre cinco y quince veces más caro captar a nuevos clientes que retener a los actuales.
En el contexto empresarial, el “abandono” –churn rate en inglés- hace referencia tanto a la migración de un cliente como a la pérdida de valor de este. Es decir, el “abandono” se refiere, por un lado, al porcentaje de clientes que ponen fin a su relación con la compañía y, por otro lado, a los clientes que siguen percibiendo sus servicios, pero en menor cantidad o en menor frecuencia.
Las organizaciones actuales afrontan por tanto un reto en mayúsculas: ser capaces de anticiparse al abandono de sus clientes para retenerlos a tiempo, reduciendo de este modo costes y riesgos y ganando en eficiencia y competitividad.
Existen hoy en día en el mercado herramientas y aplicaciones de analítica avanzada especialmente diseñadas para analizar en profundidad la ingente cantidad de datos de las organizaciones y realizar predicciones sobre la base de la información resultante de escudriñar y explorar esos datos. Su objetivo es poner al servicio de los departamentos y agencias de marketing -y, por extensión, de los usuarios de negocio- actuales las armas necesarias para:
- Detectar de forma temprana qué clientes se hallan en riesgo de abandono y conocerlos en profundidad, respondiendo a preguntas tales como: ¿quiénes son? o ¿cómo se comportan?
- Conocer el valor real de la pérdida potencial de esos clientes, con el fin de establecer prioridades y distribuir los esfuerzos y recursos comerciales de un modo eficiente, optimizando recursos y maximizando el valor de la cartera actual de clientes.
- Poner en marcha a tiempo planes de retención personalizados para disminuir o evitar su migración, aumentando la capacidad de reacción y anticipándose a posibles fugas no previstas.